# Giovanni Battista Parretti
Giovanni Battista Parretti (Castello di Signa, 19 dicembre 1779 – Pisa, 19 novembre 1851) è stato un arcivescovo cattolico italiano.

## Biografia
Vescovo di Fiesole dal 1828 al 1839, diventa arcivescovo di Pisa e vi rimane a capo fino al 1851, anno della sua morte.

## Genealogia episcopale e successione apostolica
La genealogia episcopale è:
- Cardinale Scipione Rebiba
- Cardinale Giulio Antonio Santori
- Cardinale Girolamo Bernerio, O.P.
- Arcivescovo Galeazzo Sanvitale
- Cardinale Ludovico Ludovisi
- Cardinale Luigi Caetani
- Cardinale Ulderico Carpegna
- Cardinale Paluzzo Paluzzi Altieri degli Albertoni
- Papa Benedetto XIII
- Papa Benedetto XIV
- Papa Clemente XIII
- Cardinale Bernardino Giraud
- Cardinale Alessandro Mattei
- Cardinale Giovanni Francesco Falzacappa
- Arcivescovo Giovanni Battista Parretti

La successione apostolica è:
- Vescovo Girolamo Gavi (1848)
- Vescovo Giuseppe Singlau (1849)